# Guy Nunige
Guy Nunige (né le 11 février 1966 à Ingwiller) est un athlète français, spécialiste des courses de demi-fond.

## Biographie
Il est sacré champion de France du 1 500 mètres en 1991 à Dijon.
Son record personnel sur 1 500 m est de 3 min 36 s 94, établi en 1992.
Il est le mari de la coureuse d'ultra-trail suisse Jasmin Nunige.